# Tríptico da Lamentação com Santos Franciscanos (Grão Vasco)
Tríptico da Lamentação com Santos Franciscanos, ou Tríptico Cook, é um conjunto de três pinturas a óleo sobre madeira de castanho do artista português Grão Vasco, pintadas presumivelmente no período de 1510-1530 e que se encontra presentemente no Museu Nacional Grão Vasco, em Viseu, por depósito do Museu Nacional de Arte Antiga, de Lisboa.
Foi muito possivelmente a primeira obra assinada de Vasco Fernandes, em cerca de 1520, datação atribuída por Robinson e que ainda hoje em geral é adoptada. O conhecimento da assinatura de Vasco Fernandes nos contratos do Políptico da Capela-mor da Sé de Lamego, revelados em 1923 e 1924, e o exame laboratorial da pintura, confirmaram definitivamente a atribuição da obra a Vasco Fernandes. E se a assinatura das obras era usual na pintura europeia do Renascimento, na pintura portuguesa da primeira metade do séc. XVI era um acto restrito, pelo que este facto assume suma importância na história da arte em Portugal.:171

## História
Desconhece-se o percurso inicial desta obra até 1857 quando foi adquirida pelo pintor visiense António José Pereira, fazendo os seus três painéis parte da estrutura dum caixote que continha outras pinturas que ele havia comprado num leilão. Este primeiro proprietário conhecido afirmou que o dito caixote teve origem no Convento de São Francisco de Orgens. Em 1875 este Tríptico foi vendido por 600.000 réis a Herbert Cook, e daí o título de Tríptico Cook, cujos herdeiros, em 1945, o doaram ao Museu Nacional de Arte Antiga.
Numa tentativa de recuperar as pinturas e repor a sua imagem original, António José Pereira fez a remoção da camada pictórica regular dada sobre o conjunto mas de que resultaram danos irreversíveis sobre o estrato pictórico cujo desgaste e perda são visíveis ainda actualmente.:171
Logo no ano de 1857, o cónego José Oliveira Berardo divulga a redescoberta de uma pintura preciosa, «assinada com o seguinte nome e sigla:VASCO FRZ», abreviando o apelido em «grandes e largos caracteres, assinatura aposta junto aos pés de Cristo como marca da autoridade do pintor e conotação simbólica.
Sobre a caracterização da assinatura, refere a historiadora Dalila Rodrigues que “As letras, de grande formato, não só têm uma espessura matérica mais acentuada do que a dos restantes elementos figurativos, como são pintadas com um pigmento diferente, nada mais nada menos do que o ouro. (…) Para além de reflectir a consciência do seu valor enquanto artista e da obra enquanto arte (…) pode (…) expressar a sua própria devoção.”

## Descrição
Apesar de se tratarem de três painéis que representam cenas distanciadas no tempo, o fundo de paisagem, com conjuntos urbanos dispostos ao fundo de um campo rochoso, unifica as três pinturas.
No painel central (com 131 cm de altura e 67 cm de largura) está representada o episódio bíblico da Lamentação sobre Cristo Morto, ocupando o grupo de figuras em primeiro plano cerca de dois terços da parte inferior do painel. O corpo de Cristo está seguro por São João Evangelista, no lado esquerdo, que usa um belo manto vermelho, criando uma linha horizontal muito forte, acima da qual se define o grupo da Virgem Maria, chorosa e desfalecida, de manto azul, amparada por Santa Madalena. Em fundo, a cruz nua erguida sobre o Gólgota continua vigiada por dois soldados.
No painel da esquerda (com 121 cm de altura e 51,5 cm de largura) está representado São Francisco de Assis com hábito de burel castanho, é o elemento dominante, a receber os estigmas de um crucifixo alado que se vê no canto superior direito da pintura. Atrás de Francisco encontra-se um seu discípulo adormecido, e no canto inferior esquerdo, em primeiro plano, está um livro manuscrito aberto sobre uma bolsa.
No painel do lado direito (com 121 cm de altura e 51,5 cm de largura) está representado Santo António usando o hábito franciscano de burel com cabeção a pregar aos peixes que se vêem num calmo curso de água, em primeiro plano. Santo António tem no peito o Menino Jesus que está envolto num halo luminoso. O Santo segura um bordão com a mão esquerda enquanto gesticula com ambas as mãos a enunciação de argumentos, próprio da retórica escolástica.

## Exposições
- 1913, Londres, Exhibition of Spanish Old Masters
- 1992, Lisboa, Galeria de Pintura do Rei D. Luís, Grão Vasco
- 1995, Pádua, Basílica del Santo - Museo al Santo, Sant' Antonio 1995 - Ottocento Anni dalla Nascita
- 1995, Lisboa, Museu Nacional de Arte Antiga, O Santo do Menino Jesus. Santo António, Arte e História
- 2002, Salamanca, Colegio Santo Domingo, Grão Vasco. Pintura portuguesa del Renacimiento (c. 1500-1540)[6]